# Kristján Jóhannsson
Kristján Tryggvi Jóhannsson (* 10. Dezember 1929 in Reykjavík; † 24. Januar 2013 ebenda) war ein isländischer Leichtathlet.

## Werdegang
Kristján Jóhannsson nahm an den Olympischen Sommerspielen 1952 teil. Über 5000 m schied er im Vorlauf aus. Im 10.000-m-Lauf belegte er den 26. Platz.